# Sabine Lisicki
Sabine Katharina Lisicki (Troisdorf, 22 de setembro de 1989) é uma tenista profissional da Alemanha, Sabine atingiu sua melhor colocação na WTA, em 2012, com a 12.º colocação. Lisicki nunca teve um técnico em sua carreira, mas treina na renomada academia de tênis de Nick Bollettieri na Flórida. Lisicki bateu o recorde de saque mais rápido da história em 2014 e em 2015 alcançou o recorde de maior número de [ace]s no mesmo jogo com 27.

## Títulos

### Grand Slam finais

#### Simples (0–1)
| Posição | Ano  | Campeonato | Piso  | Oponente       | Placar   |
| ------- | ---- | ---------- | ----- | -------------- | -------- |
| Vice    | 2013 | Wimbledon  | Grama | Marion Bartoli | 1–6, 4–6 |

#### Duplas (0–1)
| Posição | Ano  | Campeonato | Piso  | Parceira        | Oponentes                        | Placar   |
| ------- | ---- | ---------- | ----- | --------------- | -------------------------------- | -------- |
| Vice    | 2011 | Wimbledon  | Grama | Samantha Stosur | Květa Peschke Katarina Srebotnik | 3–6, 1–6 |

### Jogos Olímpicos

#### Duplas Mistas: Decisão do Bronze (0–1)
| Posição  | Ano  | Campeonato              | Piso  | Parceiro        | Oponentes               | Placar           |
| -------- | ---- | ----------------------- | ----- | --------------- | ----------------------- | ---------------- |
| 4° Lugar | 2012 | Jogos Olímpicos de 2012 | Grama | Christopher Kas | Lisa Raymond Mike Bryan | 3–6, 6–4, [4–10] |

### WTA Simples
| Grand Slam torneios (0) |
| Ouro Olimpico (0)       |
| WTA Championships (0)   |
| Premier Mandatory (0)   |
| Premier 5 (0)           |
| Premier (1)             |
| International (2)       |

| N. | Data       | Torneio                    | Piso   | Oponente na final  | Placar   |
| 1. | 19/04/2009 | Charleston, Estados Unidos | Saibro | Caroline Wozniacki | 6–2, 6–4 |
| 2. | 13/06/2011 | Birmingham, Reino Unido    | Grama  | Daniela Hantuchová | 6–3, 6–2 |
| 3. | 27/08/2011 | Dallas, Estados Unidos     | Dura   | Aravane Rezai      | 6–2, 6–1 |

### Duplas
| Grand Slam torneios (0) |
| Ouro Olimpico (0)       |
| WTA Championships (0)   |
| Premier Mandatory (1)   |
| Premier 5 (0)           |
| Premier (2)             |
| International (0)       |

| N. | Data       | Torneio               | Piso            | Parceiro        | Oponente na final                 | Placar           |
| 1. | 18/04/2011 | Stuttgart, Alemanha   | Saibro (indoor) | Samantha Stosur | Jasmin Wöhr Kristina Barrois      | 6–1, 7–6(5)      |
| 2. | 22/04/2013 | Stuttgart, Alemanha   | Saibro (indoor) | Mona Barthel    | Bethanie Mattek-Sands Sania Mirza | 6–4, 7–5         |
| 3. | 17/03/2014 | Miami, Estados Unidos | Saibro (indoor) | Martina Hingis  | Ekaterina Makarova Elena Vesnina  | 4–6, 6–4, [10–5] |